# Badisches Volksecho
Das Badische Volksecho (zuvor: Badische Volksstimme) erschien von 1946 bis 1956 als Zeitung der Kommunistischen Partei Deutschlands im Landesbezirk Baden.

## Geschichte

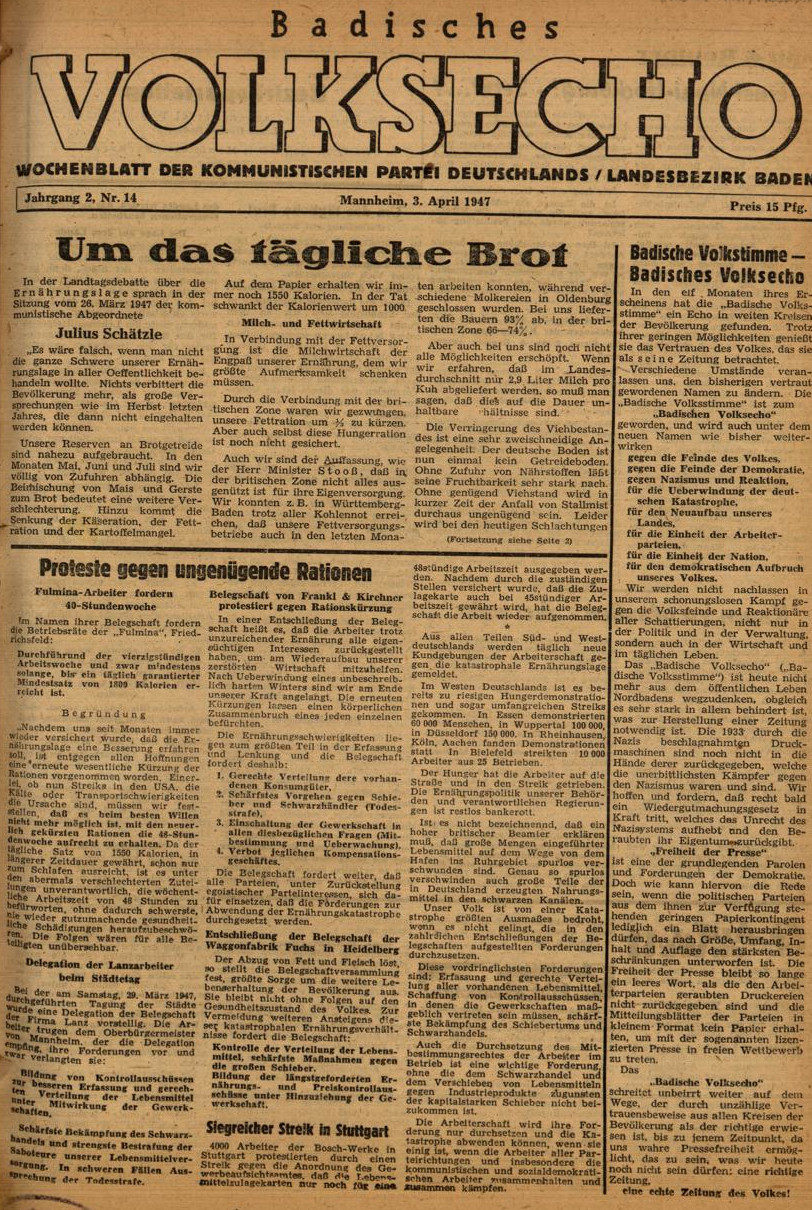
Titelblatt des Badischen Volksechos vom 3. April 1947

Die Zeitung erschien seit der ersten Ausgabe wöchentlich. Die erste Ausgabe erschien am 29. April 1946 noch unter dem Titel Badische Volksstimme, ab 1. April 1947 hieß die Zeitung dann Badisches Volksecho. Wiederholt klagte das Blatt über Papierknappheit und weitere Einschränkungen. Daher könne die KPD allein "halbwegs ihre Mitglieder und Anhänger informieren". Als Chefredakteur fungierte Kurt W. Weber aus Mannheim, der im November 1948 aufgrund der Agitation des Badischen Volksechos gegen die Politik der USA von einem US-amerikanischen Militärgericht zu einer Gefängnisstrafe verurteilt wurde. Seine Nachfolge als Chefredakteur trat Willy Grimm an. Ab 1946 bildeten Lebenszeichen von in der Sowjetunion gefangenen Soldaten aus Baden ein wertvolles Alleinstellungsmerkmal des Blattes. Ab Februar 1949 ergänzte ein umfangreicher Anzeigenteil die redaktionellen Inhalte. Im August und September 1949 wechselte die Chefredaktion vertretungsweise zu Anette Langendorf, ab Oktober war wieder Willy Grimm Chefredakteur. Im November 1949 stellte das Badische Volksecho von einem wöchentlichen auf einen täglichen Erscheinungsrhythmus um. Im August 1950 zog die Redaktion nach Stuttgart um. 1956 wurde das Badische Volksecho verboten.